# Arte y arquitectura de La Candelaria
Una parte de Bogotá llena de artificios
La Candelaria es el lugar más histórico y representativo de la ciudad de Bogotá, capital de Colombia, fue el escenario de los primeros asentamientos donde se fundaría oficialmente la ciudad, su arquitectura es colonial ya que conserva la tipología de construcción española, originalmente los españoles creían que el lugar tendría temporadas cálidas, por eso sus calles eran estrechas para generar sombra y así resguardarse del imponente sol. La arquitectura colonial se caracteriza por su paramentación colorida con tribunas y balcones elaborados en madera, cubiertas o techos en teja de barro y al interior de las casas, patios centrales con fuentes rodeados por numerosas habitaciones, sus muros tienen un gran espesor algunas casas construidas con tapia pisada (mezcla de tierra, fique, agua y cal, que es compactada con tapiales de maderas). Es un lugar que concentra todo el ambiente de la historia en Colombia ya que se convierte en un punto focal que mira hacia el pasado y con sus diferentes eventos artísticos avanza hacia el futuro.
Hay un sector muy particular el cual integra obras de arquitectura muy valiosas para la ciudad compuestas por arquitectos emblemáticos del país y que concentra espacios claves para el desarrollo del arte en Bogotá, tomamos como punto de partida la plaza de Bolívar y como punto de llegada la Universidad de la Salle para luego devolvernos a la plaza inicial realizando un recorrido en U, entonces nos ubicaríamos en la calle 10 con Cra 7 o calle de San Carlos mirando hacia los cerros orientales, lo primero que encontramos es el colegio San Bartolomé a la derecha de occidente a oriente, subimos y tenemos a nuestra izquierda la casa de Manuelita Saenz frente a una hermosa iglesia la cual queda a un lado del palacio San Carlos, frente a este palacio se ubica el teatro más antiguo de la ciudad llamado "teatro Colón" construido por el arquitecto Italiano Pietro Cantini, seguimos avanzando por el mismo andén encontraremos el museo militar en la calle 10 con Cra 5, junto a este museo encontramos la fachada posterior del museo del banco de la república construida por el Arquitecto Enrique Triana Uribe Colombiano, luego encontramos una joya histórica por lo que simboliza; la Casa natal de Rufino José Cuervo (Sede del Instituto Caro y Cuervo. Calle 10 N° 4-63)  luego en la calle 10 con Cra 3 veremos la fundación Gilberto Alzate Avendaño donde se realizan exposiciones de arte. Luego de pasar por algunas tiendas y restaurantes resaltando su bella arquitectura colonial llegamos a la Cra 2 con Calle 10 encontrando la Universidad de la Salle.
Este es un corredor cultural que sirve como escenario para el turismo ya que contiene piezas claves de la cultura Bogotana.
Cuando giramos para retornar a la plaza de Bolívar ubicándonos de Oriente a Occidente pasaremos por algunas sedes de la Universidad de la salle donde se encuentran algunos talleres de la sección de arte de esta universidad, seguimos avanzando entre teatros y tiendas hasta llegar a la cra 4 con calle 11 donde se inca la iglesia de la candelaria, al cruzar la calle nos encontramos con una joya de la arquitectura Bogotana, la biblioteca Luis Ángel Arango construida por el arquitecto Germán Samper quién a su vez diseñó el barrio Ciudadela Colsubsidio, el edificio Avianca y el museo del oro entre otros, al frente de esta biblioteca insignia se encuentra la entrada principal del museo del banco de la república donde se albergan exposiciones permanentes como las de la casa Botero, obras de Luis caballero, Omar rayo,  santiago cárdenas, esculturas de Edgar Negret y Ramírez Villamizar entre otros grandes artistas de Colombia y diversas exposiciones temporales, pasamos por la casa de la moneda destacando su colección numismática y por el costado derecho nos encontramos con una de las mejores composiciones arquitectónicas hechas por Rogelio Salmona, quién es el arquitecto más reconocido e importante de Colombia al haber plasmado su obra en lugares estratégicos de la ciudad, su reconocimiento también se debe por haber sido uno de los colaboradores más destacados del arquitecto francés Le corbusier, en este lugar de la candelaria construyó el fondo cultural Gabriel García Márquez. Seguimos avanzando y ya se verá la plaza de Bolívar no sin antes admirar la grandeza de la fachada lateral de la catedral primada de Bogotá y al frente de esta el museo del 20 de Julio donde la historia de nuestra independencia comenzó.
Así llegamos nuevamente a la cra 7 pero con calle 11 (plaza de Bolívar de Norte a sur), lógicamente se han escapado lugares que no son menos importantes pero que finalmente forman parte de este gran espacio dedicado al arte y a la cultura en una ciudad collage siendo multicultural con diversidad de pensamientos. 
En este artículo como estudiante de la Universidad Uniminuto (Jaime Andrés Benito Lugo) se pretende ampliar la imagen que se tiene de la ciudad utilizando esta herramienta informativa al alcance de todos.

Germán Samper Gnecco
https://es.wikipedia.org/wiki/Pietro_Cantini
https://es.wikipedia.org/wiki/Rogelio_Salmona
https://es.wikipedia.org/wiki/Le_Corbusier
- Datos: Q25405320